# Юлиана от Норич
Юлиана от Норич (на английски: Julian of Norwich; 8 ноември 1342 г. – ок. 1416 г.) е считана за една от великите английски мистици.
За нейния живот се знае малко, а дори и името ѝ идва от църквата Св. Юлиан в Норич, където тя е била отшелничка. На 30-годишна възраст, страдайки от тежка болест и вярвайки, че е на смъртното си легло (получава последно причастие), Юлиана преживява поредица от ярки видения на Исус Христос. Те свършват, когато тя преодолява болестта си на 13 май 1373 г. Тя записва виденията веднага след това, а 20 години по-късно, след тяхното преосмисляне, виденията стават източник на основната ѝ творба, наречена Откровения за Божествената любов (Revelations of Divine Love, по първото изречение на първа глава: This is a Revelation of Love that Jesus Christ, our endless bliss, made in Sixteen Shewings, „Това е откровение за любовта, което Исус Христос, нашето безкрайно блаженство, направи в шестнадесет явявания“). Творбата ѝ, написана около 1393 г., е първата публикувана книга на английски език от жена. Шестнадесетте откровения са:
1. Тръненият венец и любовта на Бог към всичко сътворено – лешникът (видение на лешник в ръката на Юлиана, който в отговор на нейно запитване Бог описва като „цялото творение“, „Бог го създаде, Бог го обича, Бог го съхранява.“).
2. Лицето на Исус на кръста
3. Цялото мироздание е под мъдрата закрила на Бог
4. Бичуването на Исус и проливането на неговата кръв
5. Злото е победено от кръста
6. Божиите дарове за признателност към онези, които му служат
7. Бог утешава и в добри и в лоши времена
8. Смъртта на Христос
9. Любовта към човечеството, която доведе Христос до Страстите му, изпълва небесата
10. Разбитото от любов към света сърце на Исус
11. Мария, Богородица
12. Славата Христова
13. Великото деяние на изкупването на греховете ни от Бог, което ни възпира и че той ще направи всички неща да са добре
14. Бог е основата на нашите просби: той ни вдъхновява да се молим и ни дава всичко, от което се нуждаем
15. Нашето възнесение: възкресение
16. Христос живее в душите на тези, които го обичат

Юлиана става известна из цяла Англия като духовна личност: Марджъри Кемпе споменава, че е ходила в Норич, за да се срещне с Юлиана. Въпреки че живее в смутни времена, теологията на Юлиана е оптимистична. Тя описва Божествената любов като радост и състрадание, а не като дълг и закон. За Юлиана страданието не е Божие наказания, както е било всеобщото схващане. Тя вярва, че Бог обича и иска да спаси всяка душа. Народните вярвания, засилени от текущи събития като Черната смърт и поредица от селски въстания, предполагат, че Бог наказва грешниците. В отговор Юлиана предлага далеч по-откъсната от действителността теология, която според някои клони към доктрината за всеобщо спасение. Понеже вярва, че зад реалността на ада е още по-голяма мистерия на Божията любов, тя е сочена в модерно време като прото-универсалист, макар тя никога да не е изразявала нещо повече от надежда всички да бъдат спасени.
Като част от различаващите ѝ се възгледи за Бог като състрадателно и любящо същество, тя пише за Троицата с домашен език и сравнява Исус с майка, която е мъдра, любяща и милостива. Подобно на други мистици, Юлиана използва женски думи за Бог, наред с традиционните мъжки местоимения. Въпреки че възгледите ѝ не са типични, местните власти не оспорват нито теологията ѝ, нито правото ѝ да прави такива религиозни изявления заради положението ѝ на отшелничка.
Юлиана не е канонизирана за светица от Католическата църква, но неформално е почитана в много църкви. Нейна съвременна статуя е добавена към фасадата на Англиканската катедрала в Норич.